# 庫特納霍拉縣

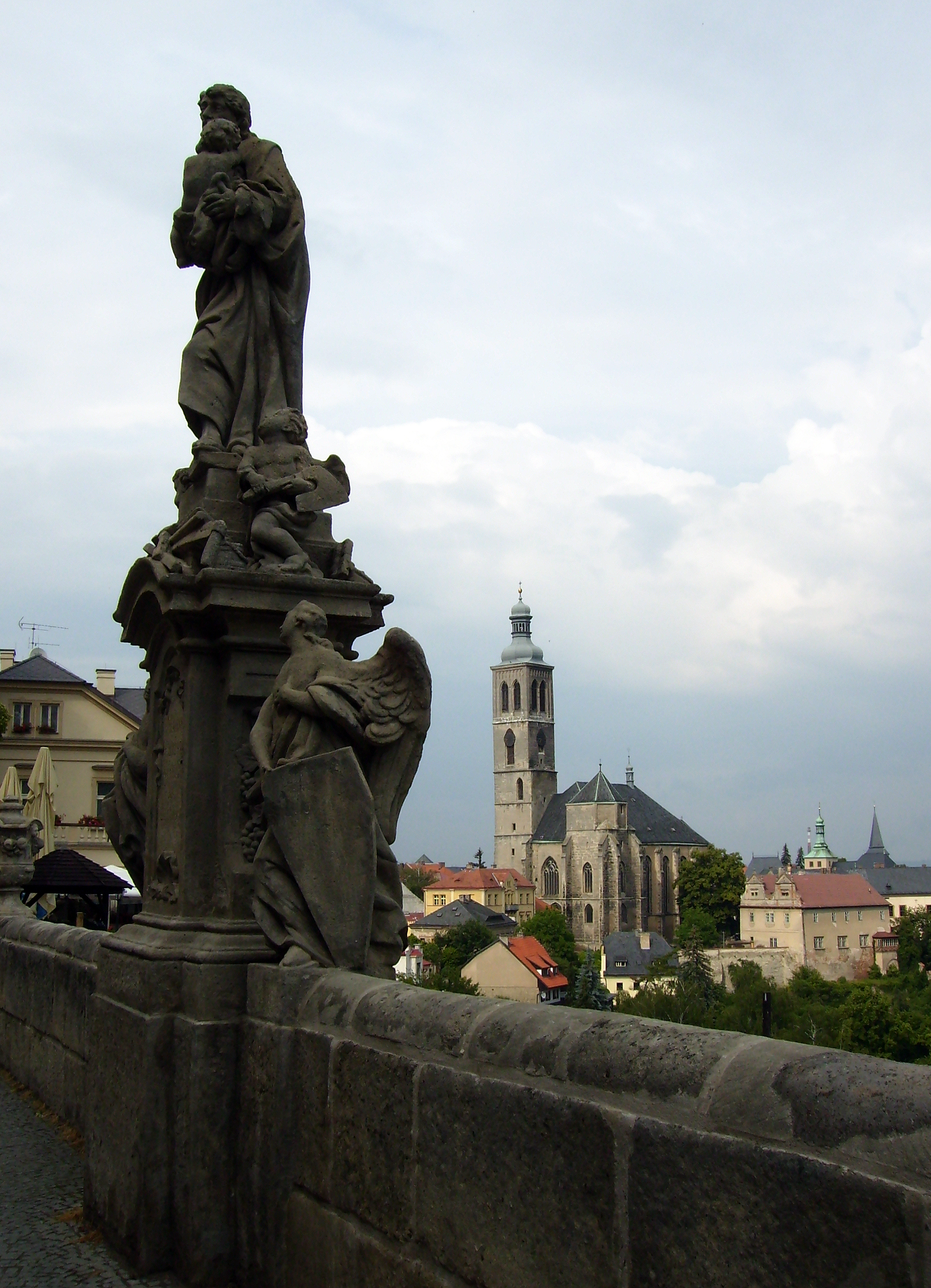

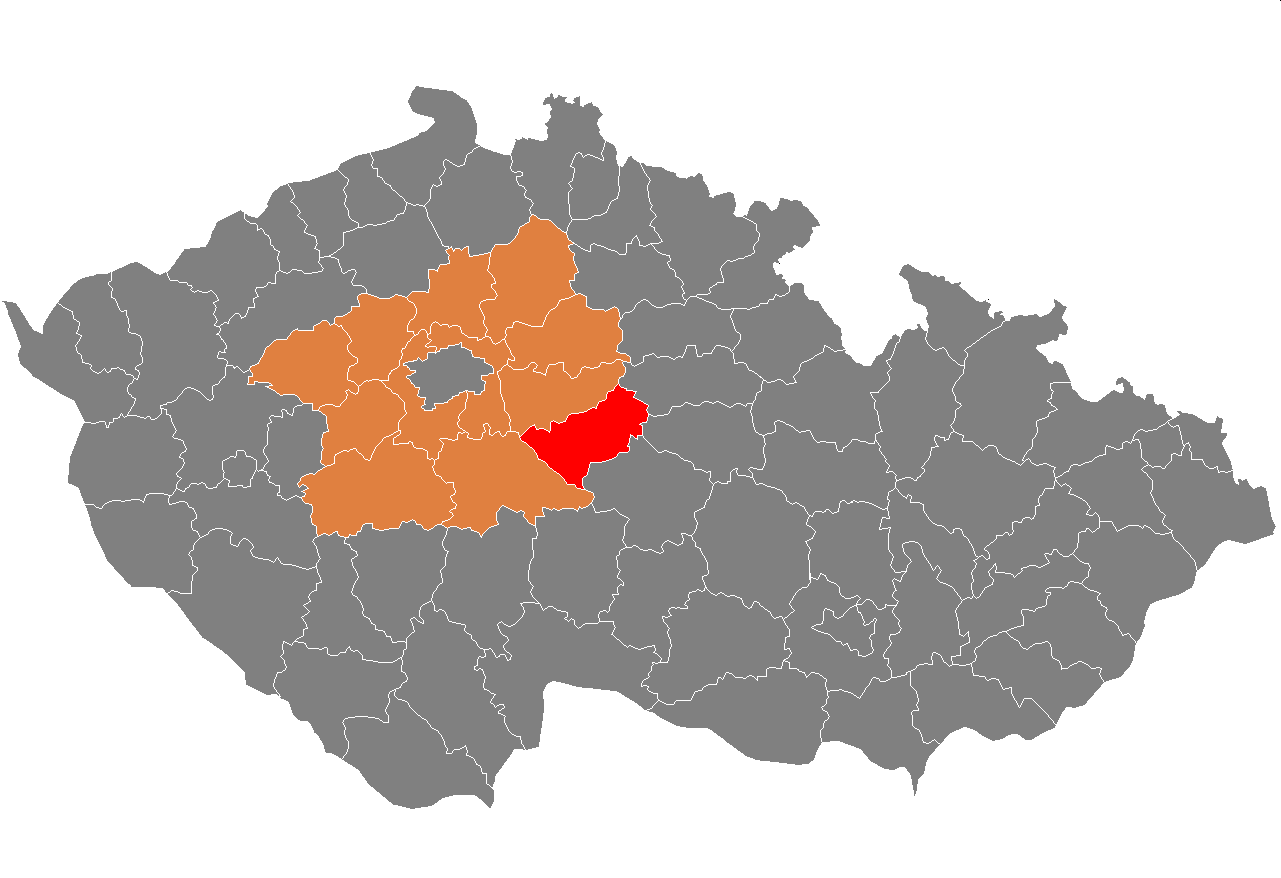

49°56′54″N 15°16′05″E / 49.94833°N 15.26806°E
庫特納霍拉縣（捷克語：Okres Kutná Hora），是捷克的縣份，位於該國中部，由中波希米亞州負責管轄，首府設於庫特納霍拉，面積917平方公里，2007年人口73,602，人口密度每平方公里80人。